# 米報
米報（英語：Rice Post）是一個香港網上媒體，在2015年創辦，希望成為香港人網上主要精神食糧。
2021年7月1日，米報宣布因人手不足即時暫停運作，facebook專頁亦已經關閉。

## 事件
2019年8月31日，米報記者梁柏堅拍攝到太子站襲擊事件中，香港警方速龍小隊衝入車廂制服乘客的畫面。

## 外部連結
- 米報專頁 （页面存档备份，存于）
- 米報wordpress網站 （页面存档备份，存于）